# Гулевич, Павел Иванович
Павел Иванович Гулевич (11 августа 1910, деревня Рудня Столбунская, Ветковский район — 27 апреля 1978) — один из руководителей партизанского движения Великой Отечественной войны в Барановичской области.

## Биография
С 1932 года - в Красной Армии. Участник Польского похода Красной Армии, советско-финской войны 1939—1940 гг.
Участник Великой Отечественной войны в составе 539-го стрелкового полка 108-й стрелковой дивизии Западного фронта.
С июня 1942 года — начальник штаба, с октября — командир партизанского отряда, с ноября 1942 года по июль 1944 года — командир партизанской бригады имени Сталина.
В 1944-66 годах работал на советской и хозяйственной работе в Белорусской ССР.
Постановлением Госсовета ПНР от 17.01.1964 за номером 0/27 был удостоен Серебряного Креста Virtuti Militari.
Умер в 1978 году.